# Buck Dharma
Donald Brian Roeser, conocido artísticamente como "Buck Dharma" (12 de noviembre de 1947, Long Island, Nueva York), es un compositor y cantante de rock estadounidense, conocido por ser miembro fundador y colíder (con Eric Bloom) del grupo Blue Öyster Cult, además de autor de algunos de sus mayores éxitos.

## Discografía como solista
- Flat Out (1982)